# Chris Patterson
Chris Patterson (Ballyclare, 6 september 1968) is een Brits rallynavigator.